# Trådantal
Trådantal i en väv avgörs av den bredd man vill åstadkomma i tyget, men styrs också av vilket mönster man valt att väva och vilka mönsterrapporter som därmed är möjliga att göra. Mönstret reglerar också antalet trådar per rör som ska träs i vävskeden för att åstadkomma rätt täthet i väven.
Den formella beräkningen av trådantalet är: antal rör i vävskeden/centimeter gånger antalet trådar i rör gånger skedbredden i centimeter.